# Trágica ceremonia en Villa Alexander
Trágica ceremonia en Villa Alexander es una película de terror con elementos fantásticos, coproducción hispano-italiana, realizada por Riccardo Freda en 1972.

## Argumento
Un grupo de jóvenes que se encuentran de vacaciones llega casualmente a una extraña mansión. Inicialmente son bien acogidos, pero descubren que el lugar es el escenario de una ceremonia satanista. Se enfrentarán a los participantes de la misma, muriendo gran parte de estos, y escapan del lugar. Sin embargo, la pesadilla aún no habrá terminado para ellos, pues la venganza de la secta les perseguirá desde aquel momento.

## Comentario
Trágica ceremonia en Villa Alexander pertenece al declive de la carrera de Riccardo Freda, antaño uno de los mejores artesanos del cine de género italiano, con títulos como Espartaco (1952) o I vampiri (1956). Protagoniza Camille Keaton, nieta del actor cómico Buster Keaton, quien luego rodará la escandalosa I spit on your grave, acompañada de un par de galanes de la época como Tony Isbert y Máximo Valverde.